# 林君諺
林君諺（りん くんげん、1997年11月26日 - ）は台湾の囲碁棋士。台北市出身、台湾棋院所属、九段。東鋼杯プロ囲棋戦優勝、棋王戦2連覇など。

## 経歴
5歳の時に幼稚園で囲碁を学。小学1年で林聖賢に師事し、7歳で院生となる。2010年初段。豪胆な性格と奔放な棋風は武侠小説『笑傲江湖』の主人公令狐冲に例えられた。 同年王座戦で史上最年少の12歳でリーグ入り、碁聖戦リーグ入り、20勝で二段昇段。2011年感恩杯新鋭錬磨戦優勝、三段。2012年東鋼杯戦で優勝し、これにより五段昇段。2012、13年スポーツアコードワールドマインドゲームズ出場、2013年男子団体戦銅メダル。2013年六段。2013、14年中国囲棋丙級リーグに出場。
2014年友士杯十段戦挑戦者となり、三番勝負で王元均に2-0で勝ってタイトル獲得。2015年LG杯世界棋王戦で李昌鎬に勝ってベスト16進出、グロービス杯世界囲碁U-20ベスト8進出。2016年七段。2017年棋王戦挑戦者となり、王元均に4-3で勝ちタイトル獲得。翌年防衛。2019年八段。2021年中国倡棋杯戦に出場しベスト8。2022年九段。

### タイトル歴
- 感恩杯新鋭磨錬戦 2011年
- 東鋼杯プロ囲棋戦 2013年
- 友士杯十段戦 2014年
- 棋王戦 2017-18、21年
- 天元戦 2019年
- 名人冠軍戦 2020年

### 他の棋歴
国際棋戦
- スポーツアコードワールドマインドゲームズ 2013年男子団体戦銅メダル
- 関西棋院台湾棋院交流戦
  - 2010年 3-0（○畠中星信、○石井茜、○鈴木敬施）
  - 2011年 0-1（×金昞俊）
  - 2014年 2-1（○呉柏毅、×姜旼侯、○佐田篤史）
- 千灯杯海峡両岸都市囲棋対抗戦 2013年 0-2（×黄雲嵩、×劉曦）
- おかげ杯国際新鋭対抗戦男子団体戦 2016年3位、2018年4位、2019年4位

国内棋戦他
- 碁聖戦 準優勝 2012年
- MOD電視快棋戦 準優勝 2012年
- 国手戦 2017年準優勝
- 碁聖戦 準優勝 2017、20年
- 棋王戦 挑戦者 2020年
- 海峰杯プロ囲棋戦 準優勝 2020、22年
- UMC聯電杯快棋争覇戦 準優勝 2020年
- 友士杯十段戦 挑戦者 2021年
- 名人冠軍戦 準優勝 2022年
- 中国囲棋リーグ
  - 2013年丙級（台湾得利）4-3
  - 2014年丙級（台湾中環）6-1
  - 2015年丙級（海峰棋院）6-1
  - 2016年丙級（海峰棋院）1-6
  - 2017年丙級（台湾中環）5-2
  - 2018年丙級（海峰棋院）6-1
  - 2019年乙級（環旭電子宝島）2-5

## 注
1. ↑  中時新聞網「三位新銳棋士嶄露頭角」2019.2.6
2. ↑  台灣第4位棋王誕生！七段林君諺挑戰成功首奪棋王